# Aberaman
Aberaman est un petit village près d'Aberdare, dans le county borough du Rhondda Cynon Taf, au pays de Galles.

## Histoire
L'ancienne communauté d'Aberaman est scindée entre Aberaman North et Aberaman South en 2016, en application du Rhondda Cynon Taf (Communities) Order 2016.

## Personnalités
- Arthur Linton (1868-1896)
- Tom Linton (1876-1914)
- Jimmy Michael
- Ian Evans